# Okręglica (Łódź)
Pour les articles homonymes, voir Okręglica.
Okręglica est une localité polonaise de la gmina et du powiat de Sieradz en voïvodie de Łódź.